# Peter Poreku Dery

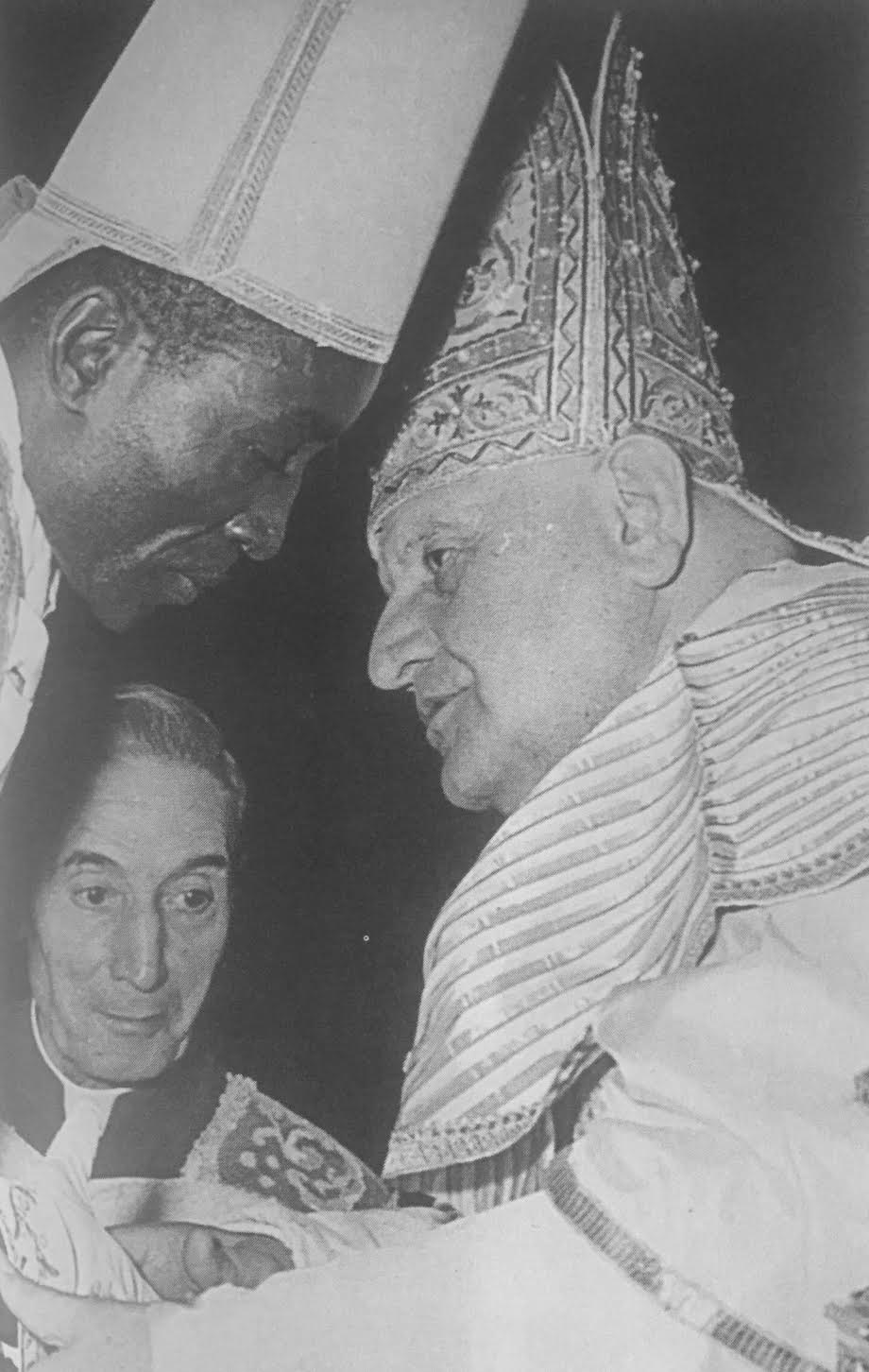
Peter Poreku Dery (links) nach seiner Bischofsweihe mit Papst Johannes XXIII. (1960). Im Hintergrund Zeremonienmeister Enrico Dante.

Kardinalswappen

Peter Poreku Kardinal Dery (* 10. Mai 1918 in  Zemuopare-Ko, Ghana; † 6. März 2008 in Tamale, Ghana) war Erzbischof von Tamale.

## Leben
Peter Poreku Dery war viertes von zehn Kindern eines Fetischpriesters aus dem Stamm der Dagaba. Nach dem Studium der Theologie und Philosophie an den Priesterseminaren in Navrongo und Wiagha empfing er am 11. Februar 1951 das Sakrament der Priesterweihe durch den Bischof von Tamale Gérard Bertrand. Danach wirkte er zunächst als Seelsorger. 1958 erwarb er einen Abschluss in Sozialwissenschaften an der Saint Francis Xavier University in Kanada und wurde am Internationalen Institut für Katechese und Pastoralausbildung „Lumen vitae“ in Brüssel zum Doktor der Theologie promoviert. 1959 wurde er zum Generalvikar von Tamale bestellt.
Am 16. März 1960 wurde er von Papst Johannes XXIII. zum ersten Bischof des neuerrichteten Bistums Wa im Norden Ghanas ernannt. Die Bischofsweihe spendete ihm Papst Johannes XXIII. selbst am 8. Mai desselben Jahres in Rom; Mitkonsekratoren waren Napoléon-Alexandre Labrie, Bischof von Golfe du Saint-Laurent und Direktor des päpstlichen Missionswerkes in Kanada, und Fulton John Sheen, Weihbischof in New York und Direktor des päpstlichen Missionswerkes in den USA. In der gleichen Zeremonie wurden Paul Zougrana, Jérôme Rakotomalala und Bernard Yago geweiht. Er nahm von 1962 bis 1965 an allen vier Sitzungsperioden des Zweiten Vatikanischen Konzils als Konzilsvater teil. 1972 wurde er zusätzlich Apostolischer Administrator von Tamale. Am 18. November 1974 berief ihn Papst Paul VI. zum Bischof von Tamale. Mit der Erhebung Tamales zum Erzbistum am 30. Mai 1977 wurde er zum ersten Erzbischof von Tamale ernannt.
Dery war Mitglied des Päpstlichen Rates für die Laien und Schatzmeister der Panafrikanischen Bischofskonferenz sowie von 1982 bis 1988 Vorsitzender der ghanaischen Bischofskonferenz. Dery war 22 Jahre lang Beauftragter Bischof für die Laienbildung in Ghana. Am 26. März 1994 nahm Johannes Paul II., nachdem Dery das 75. Lebensjahr bereits vollendet und damit die Altersgrenze erreicht hatte, dessen Rücktrittsgesuch an.
Im Feierlichen Konsistorium am 24. März 2006 nahm ihn Papst Benedikt XVI. als Kardinaldiakon mit der Titeldiakonie Sant’Elena fuori Porta Prenestina in das Kardinalskollegium auf.
Er starb an den Folgen einer Altersspastik am 6. März 2008.
Am 9. Mai 2015 wurde sein Seligsprechungsprozess auf diözesaner Ebene eröffnet.

## Schriften
- Peter Poreku Dery: From Assistant Fetish Priest to Archbishop: Studies in Honour of Archbishop Dery. Vantage Press 1987, ISBN 0-533-07227-1.